# 高雅で感傷的なワルツ
『高雅で感傷的なワルツ』（こうがでかんしょうてきなワルツ、フランス語: Valses nobles et sentimentales）は、モーリス・ラヴェルが1911年に作曲したワルツ集。ピアノ独奏曲として作曲され、翌1912年に管弦楽版が作られた。
『優雅で感傷的なワルツ』『高貴で感傷的なワルツ』などの訳題も用いられる。また、『…ワルツ』でなく『…円舞曲』の訳が用いられることもある。

## 解説
ラヴェル自身はこのワルツ集を、シューベルトのワルツをモチーフとして作曲したものと述べている。
初演は1911年5月9日にパリのサル・ガヴォーにおける独立音楽協会（SMI）の演奏会において、ルイ・オベールのピアノ独奏によって行われた。この演奏会では作曲者の名は伏せられ、演奏後に誰の書いた曲かを当てると言うユニークな企画が催された。その際にこの曲がラヴェルの曲であると見破った聴き手は多かったが（「聴衆はベテランの聴き手であり、新しい音楽に慣れた人々だったが、この曲に明らかに戸惑いを見せた。怒りを露わにする人もおり、非難の口笛や野次を会場に響かせた。褒める人はほとんどいなかった。」と書かれた本もある。）、一方でサティやコダーイの作品と勘違いした者も少なくなかった。
管弦楽版は1912年に、ロシアのバレリーナ、ナターシャ・トルハノフ（en:Natalia Vladimirovna Trouhanowa）からの依頼を受け、バレエ『アデライード、または花言葉』のための楽曲としてわずか2週間で作られた。バレエの初演は4月22日にシャトレ座において、ナターシャ・トルハノフのバレエ団、作曲家本人が指揮するラムルー管弦楽団によって行われ、1914年2月15日には純粋な管弦楽曲としての初演がサル・デュ・カジノ・ド・パリにおいて、ピエール・モントゥー指揮パリ管弦楽団によって行われた。
なお、ピアノ独奏版の日本初演は、1951年3月26日、広島の幟町ザビエル記念館にて安川加壽子が、管弦楽版の日本初演は、1938年9月28日、日比谷公会堂にてヨーゼフ・ローゼンシュトックと新交響楽団が行った。

## 構成
それぞれに違う表情を見せる7つのワルツと、それらの回想を含む8番目のワルツ（エピローグ）で構成されている。

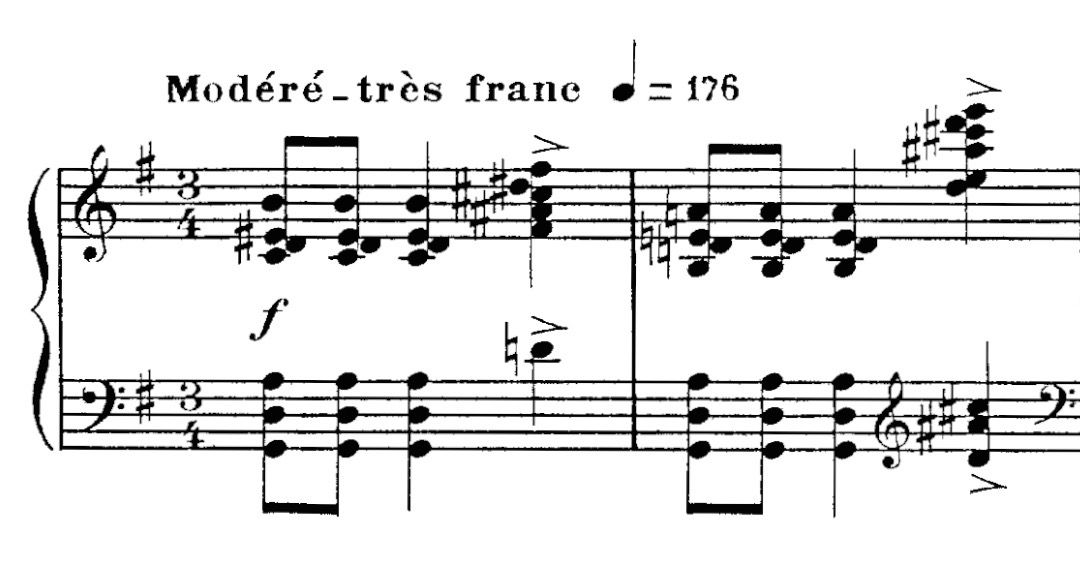
第1ワルツ（Modéré）

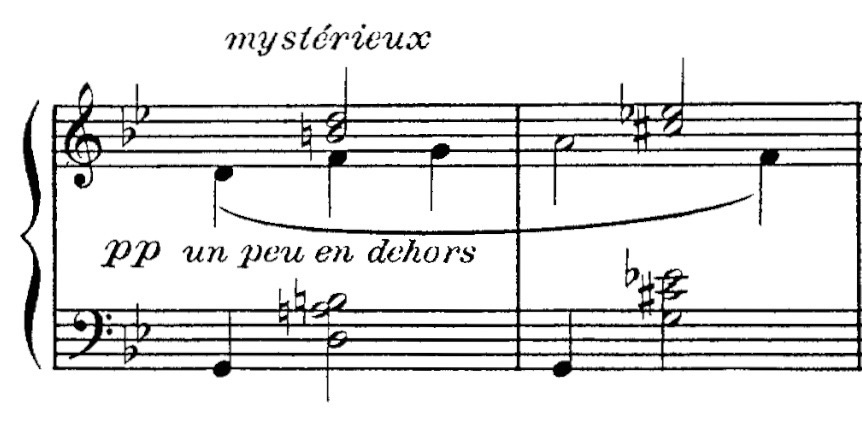
第2ワルツ（Assez lent）

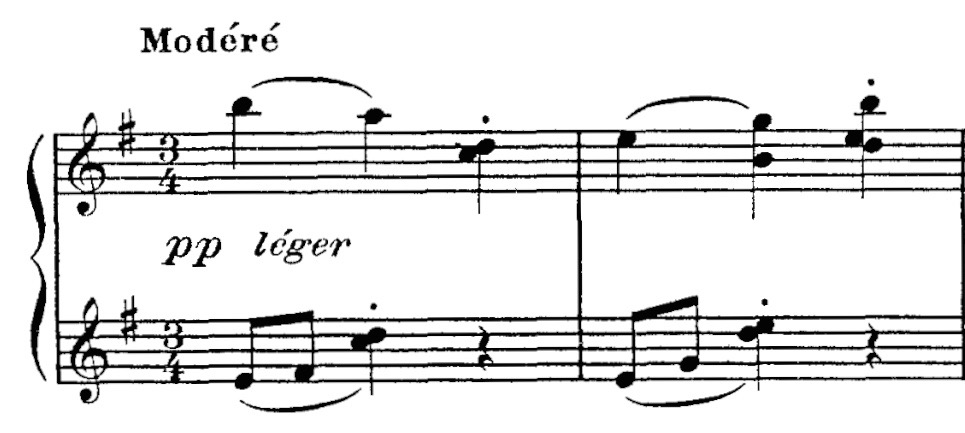
第3ワルツ（Modéré）

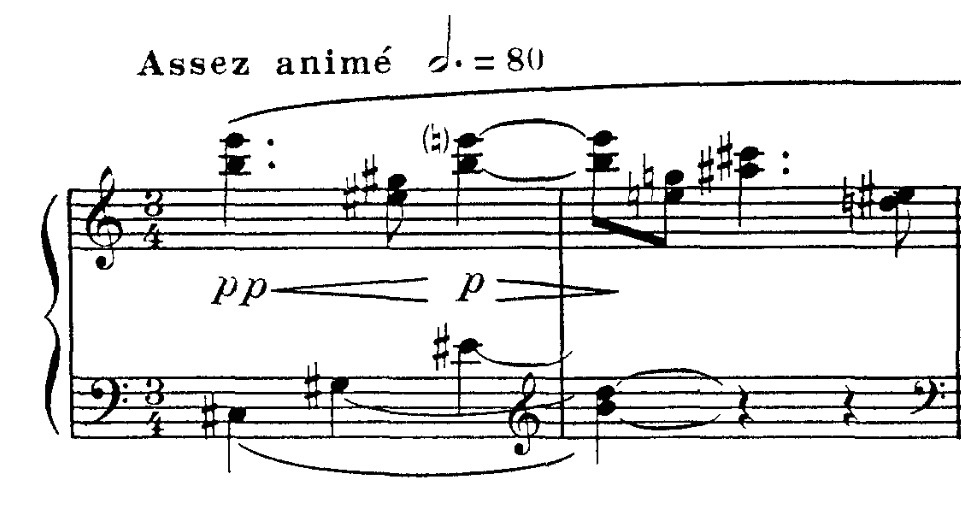
第4ワルツ（Assez animé）

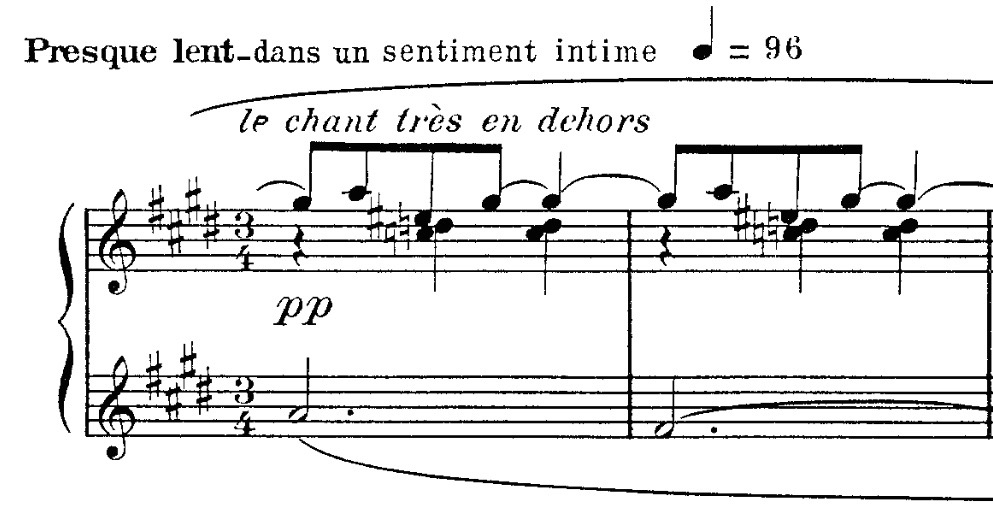
第5ワルツ（Presque lent）

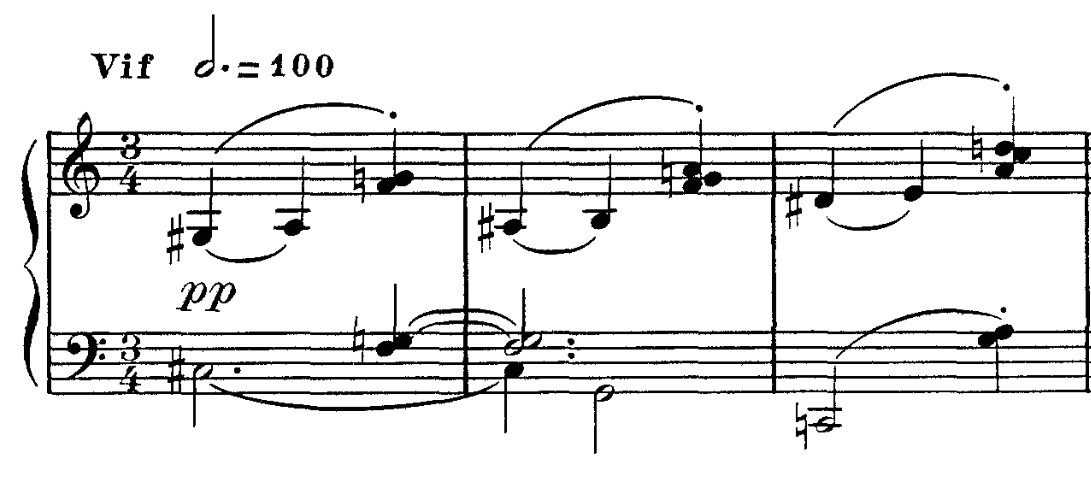
第6ワルツ（Vif）

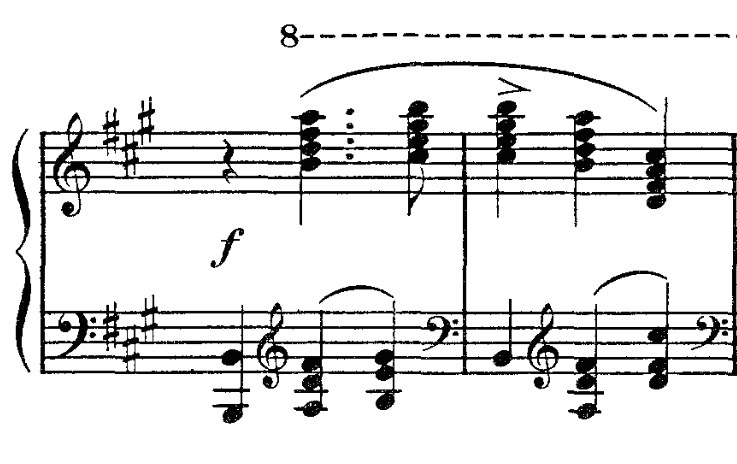
第7ワルツ（Moins vif）

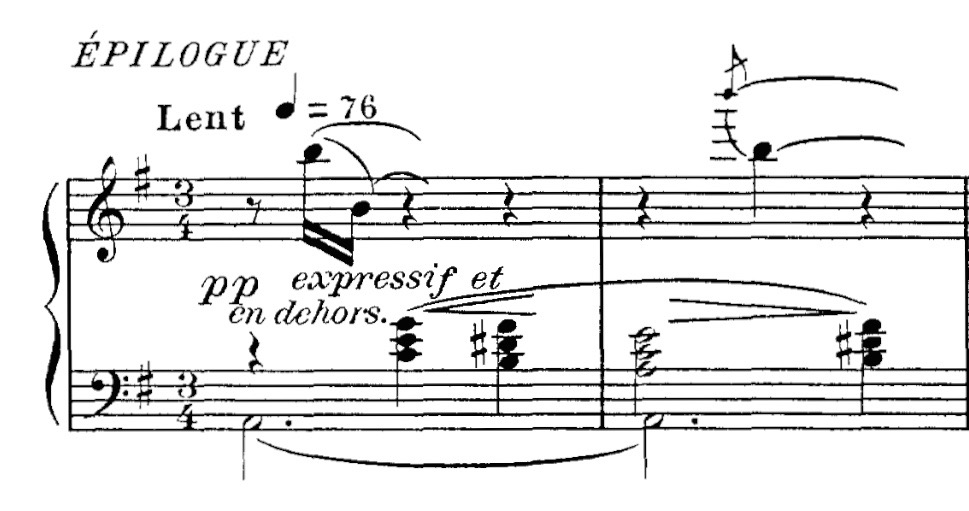
エピローグ（Épilogue: lent）

1. Modéré（モデラート）
行進曲風でもあり力強くもある。ト長調。
2. Assez lent（十分に遅く）
ドーリア旋法に基づく子守歌風の主題。ト短調。
3. Modéré
ト長調。躍動感のある動的な曲。legerは「軽く、軽やかに」。
4. Assez animé（十分に活発に）
無調号ではあるが、変イ長調を基調に、ハ長調やホ長調の要素をオーヴァーラップさせて複調的な効果を作っている。
5. Presque lent
ゆっくりとした曲。ホ長調。
6. Vif（活発に）
『夜のガスパール』の「スカルボ」を思わせるスケルツォの性格をもつ、不気味でユーモラスな曲。前進する動的な曲想がスリリングであり、またクレッシェンドが効果的である。ハ長調。
7. Moins vif
前曲の動機を受け継いで非常に静かに始まる。まったく時間が止まったような開始だが、やがて劇的に情熱的に盛り上がり、全曲の中で最も規模の大きな盛り上がりを見せる。イ長調。
8. Épilogue: lent
終曲。非常に静かな曲。今までの各曲の断片が幻のように現れては消えていく。ト長調。